# Scriptania
Scriptania é um gênero de traça pertencente à família Arctiidae.